# Diego Ulissi
Diego Ulissi (Cecina, 15 de julho de 1989) é um ciclista italiano. Passou a profissional com a equipa italiana Lampre-Merida em 2010, com o que permanece na actualidade sob a denominação de UAE Team Emirates.

## Biografia
Foi um grande ciclista júnior como o demonstram a consecução de várias corridas em sua categoria e sobretudo que foi campeão do mundo Júnior em 2006 e 2007. A sua vitória mais importante tem sido uma etapa do Giro d'Italia de 2011 (por desclassificação de Giovanni Visconti).
Em 2013 conseguiu ganhar uma etapa no Volta à Polónia, numa chegada a Madonna di Campiglio.
Em 25 de junho de 2014 deu positivo por uma quantidade anormal de salbutamol num controle da UCI na undécima etapa do Giro d'Italia, onde ganhou duas etapas, e de acordo com o código de saúde interno da equipa Lampre, foi suspenso provisionalmente solicitando o contraanálisis.
Em dezembro de 2020 anunciou que deixava de competir de maneira temporária ao lhe lhe ter detectado uma miocardite.

## Palmarés
| - 2010 - G. P. Indústria e Comércio de Prato - 2011 - 1 etapa do Giro d'Italia - Volta à Eslovénia, mais 1 etapa - 2012 - 2 etapas da Semana Coppi e Bartali - Grande Prêmio Indústria e Commercio Artigianato Carnaghese - 2013 - Settimana Coppi e Bartali, mais 1 etapa - 1 etapa do Volta à Polónia - Milano-Torino - Coppa Sabatini - Giro de Emília - 2014 - 1 etapa do Tour Down Under - Grande Prêmio Cidade de Camaiore - 2 etapas do Giro d'Italia - 2015 - 1 etapa do Giro d'Italia - 3.º no Campeonato da Itália em Estrada - Memorial Marco Pantani - 2016 - 2 etapas do Giro d'Italia - 1 etapa do Volta à Eslovénia - Circuito de Guecho - Tour da República Checa, mais 1 etapa | - 2017 - Grande Prêmio Costa dos Etruscos - 2.º no Campeonato da Itália em Estrada - Grande Prêmio de Montreal - Volta à Turquia, mais 1 etapa - 2018 - 1 etapa da Volta à Suíça - 2019 - Grande Prêmio de Lugano - Volta à Eslovénia, mais 1 etapa - Tóquio 2020 Teste Event - 2020 - Volta ao Luxemburgo, mais 2 etapas - 2 etapas do Giro d'Italia - 2021 - 1 etapa do Volta à Eslovénia - Semana Ciclista Italiana, mais 2 etapas - 2022 - GP Industria & Artigianato di Larciano - 1 etapa do Tour de Limusino - 2023 - 1 etapa do Tour de Omã |

## Resultados em Grandes Voltas e Campeonatos do Mundo
| Corrida            | Corrida            | 2010 | 2011 | 2012 | 2013 | 2014 | 2015  | 2016 | 2017 | 2018 | 2019 | 2020 | 2021 | 2022 | 2023 |
| ------------------ | ------------------ | ---- | ---- | ---- | ---- | ---- | ----- | ---- | ---- | ---- | ---- | ---- | ---- | ---- | ---- |
|                    | Giro d'Italia      | —    | 41.º | 21.º | —    | Ab.  | 64.º  | 21.º | —    | 28.º | 42.º | 38.º | 17.º | 37.º | 28.º |
|                    | Tour de France     | —    | —    | —    | —    | —    | —     | —    | 39.º | —    | —    | —    | —    | —    | —    |
|                    | Volta a Espanha    | —    | —    | —    | 32.º | —    | —     | —    | —    | —    | —    | —    | —    | —    | —    |
| Mundial em Estrada | Mundial em Estrada | —    | —    | 85.º | Ab.  | —    | 102.º | —    | 38.º | —    | Ab.  | 47.º | 24.º | —    | —    |

—: não participa

Ab.: abandono

## Equipas
- Lampre/UAE (2010-)
- Lampre-Farnese Vini (2010)Tour da República Checa
- Lampre-ISD (2011-2012)
- Lampre-Merida (2013-2016)
- UAE Team Emirates (2017-)